# Chiemsee
Chiemsee (bav. Cheamsee) je jezero u južnoj Njemačkoj. Pošto je i najveće jezero u Bavarskoj, naziva se i „bavarsko more“. Treće je po veličini u Njemačkoj, ali od svih ima najveću zapreminu.
Najveća pritoka jezera je Tirolski Achen, dok je jedina otoka rijeka Alz. Okolica jezera i Chiemgau je jedan od omiljenih turističkih regija Bavarske.
Jezero je poznato i po svojim otocima:
- Ženski otok (238 hektara): otok sa samostanom
- Muški otok (15,5 hektara): park sa starim dvorcem (bivši samostan) i novim dvorcem Herrenchiemsee Ludwiga II kojom je kopiran Versajski dvorac
- Biljni otok (3,5 hektara) nije naseljen

Najveća naselja u blizini su:
- Traunstein
- Rosenheim[1]

## Galerija
- Chiemsee
- Kod Gstadta
- Zaleđeni Chiemsee
- Kod Gstadta
- Kod Gstadta
- Kod Seebrucka
- Chiemsee
- Chiemsee

## Vanjske poveznice
|  | Zajednički poslužitelj ima još gradiva o temi Chiemsee |

- Institut vodoprivrede Chiemseea

 Vodič: Chiemsee na Wikivoyageu